# ویلیام اش
ویلیام اَش (انگلیسی: William Ash؛ زادهٔ ۱۳ ژانویهٔ ۱۹۷۷) بازیگر اهل بریتانیا است.
از جمله آثار او می‌توان بی‌حیا، دیوانگی درباره رقص و وندرلاست اشاره کرد.